# Karl Meyer
Karl Martin Meyer, född den 9 november 1862 i Köpenhamn, död den 20 maj 1935, var en dansk kemist, bror till Jacob Frederik, Leopold och Emil Laurids Meyer. 
Meyer blev polyteknisk kandidat 1884, deltog i ledningen av åtskilliga fabriker och var 1890-1914 medarbetare i ett analytisk-kemiskt laboratorium i Köpenhamn. Han hade ett utomordentligt mångsidigt kemiskt vetande och utgav bland annat "Meyers Vareleksikon" (1907; 3:e upplagan 1918 ff.) och redigerade "Karl Meyers Konversationsleksikon" (4 band, 1920-21).

## Utmärkelser
- Riddare av Dannebrogorden,  1919[2]
- Dannebrogsmännens hederstecken,  1928[2]
- Kommendör av Dannebrogorden,  1934[2]

[Redigera Wikidata]